# Vítor Russomano
Vítor Russomano (Pelotas, 12 de outubro de 1890 — Caxias do Sul, 20 de setembro de 1937) foi um político brasileiro. Exerceu o mandato de deputado federal constituinte pelo Rio Grande do Sul em 1934.
Os pais de Vítor eram Frederico Russomano e Carmen Russomano e proporcionaram os estudos para o filho no Ginásio Pelotense (Pelotas, RS). Vítor se formou no curso de Medicina no ano de 1914 pela Faculdade de Medicina do Rio Grande do Sul, depois de sua aprovação na tese História Natural do Educando.

## Vida Profissional
Entre 1921 e 1922, a Reação Republicana defendia e promovia Nilo Peçanha na disputa pela presidência da República contra Artur Bernardes, que, afinal, venceu as eleições no mês de março de 1922. Vítor participou do movimento e, no mesmo ano, produziu uma campanha defendendo a reeleição de Antônio Augusto Borges de Medeiros para o governo do Rio Grande do Sul pelo Partido Republicano Rio-Grandense (PRR). O resultado da campanha foi negativo: em 1923, explodiu a Revolução Gaúcha, que se tornou uma guerra civil entre os republicanos (liderados pelo candidato defendido por Russomano) e os federalistas (liderados por Joaquim Francisco de Assis Brasil). O motivo da guerra foi o fato de os federalistas não aceitarem que Antônio Augusto fosse reeleito pela quarta vez para estar na presidência do estado do Rio Grande do Sul. O Pacto de Pedras Altas colocou um ponto final na luta que teve início em janeiro e durou durante 10 meses. Borges teve uma manutenção governamental, porém com sua reeleição vetada.
Russomano não parou por aí na missão de apoio a candidatos políticos. Em agosto de 1929, foi criada uma coligação entre o PRR e o Partido Liberal (PL), chamada de Frente Única Gaúcha (FUG), que intencionava fortalecer a candidatura de Getúlio Vargas para a presidência da República.Vítor foi um participante ativo da coligação, mas, no dia 2 de dezembro de 1937, a FUG teve seu fim, junto com outros partidos gaúchos, a partir do Decreto nº 37.
Em 1932, José Antônio Flores da Cunha formou o Partido Republicano Liberal (PRL) através da separação dos partidos e Vítor Russomano também participou dessa formação, como membro da comissão diretora em Pelotas.
A carreira política de Russomano começou a deslanchar definitivamente em 1933, quando foi eleito deputado à Assembleia Nacional Constituinte pelo Rio Grande do Sul, através do PRL. Após tomar posse de seu cargo, Vítor participou de muitas iniciativas governamentais, como por exemplo a defesa do ensino gratuito, o direito de voto feminino, a representação profissional, entre outras.
Devido à promulgação da nova Carta, em 16 de julho de 1934, o político permaneceu no governo, sendo reeleito, o que o fez permanecer na Câmara em um novo mandato iniciado no mês de maio de 1935.
Além das funções citadas acima, Vítor Russomano atuou em diversas áreas profissionais: enquanto advogado, foi conselheiro municipal de Pelotas durante um período de cinco anos; foi jornalista, colaborando em jornais como o Diário Popular, o Diário Liberal, o Jornal da Manhã, A Federação, entre outros; trabalhou como professor, dando aulas de História da Civilização e Filosofia na escola Ginásio Pelotense, aulas de Higiene no Instituto Técnico Profissional de Pelotas e foi professor substituto de Higiene e Terapêutica na Faculdade de Farmácia e Odontologia de Pelotas. Por último, ainda lecionou as aulas de Medicina Legal da Faculdade de Direito de Pelotas e foi o representante do Rio Grande do Sul no conselho federal do Instituto de Amparo Social.
Vítor se tornou parte de muitos projetos medicinais e sociais, como: o Instituto Histórico e Geográfico do Rio Grande do Sul, a Sociedade Médica de Porto Alegre, a Sociedade Médica do Rio de Janeiro e a Liga Brasileira de Higiene Mental.

Entre as principais publicações de Russomano estão: Escravidão Social da Mulher (de 1925), História Constitucional do Rio Grande do Sul (de 1932), O Valor Mental da Assembleia Constituinte de 1832, Compêndio de Pedagogia e Adagiário Gaúcho.